# Regione di Folon
La regione di Folon è una delle 31 regioni della Costa d'Avorio. Situata nel distretto di Denguélé, ha per capoluogo la città di Maninian ed è suddivisa  in due dipartimenti: Kaniasso  e Minignan.
La popolazione censita nel 2014 era pari a  96.415 abitanti.